# Fotbal v Brazílii
Fotbal je v Brazílii národní sport. Brazilští fotbalisti jsou po desetiletí obecně považováni za velmi nadané po technické stránce. Největší úspěchy země slavila v 60. letech 20. století a od roku 1995 do ledna 2007 byla téměř nepřetržitě na 1. místě žebříčku FIFA.
S pěti tituly na mistrovství světa mužů (1958, 1962, 1970, 1994 a 2002) je její fotbalová reprezentace nejúspěšnější na světě. Z Brazílie pochází velmi mnoho hvězd mezinárodního fotbalu (např. Ronaldinho, Pelé, Romário, Ronaldo, Rivaldo, Kaká atd.)
V Brazílii se klade silný důraz na regionální soutěže. A většina velkých klubů sídlí ve městech Rio de Janeiro a São Paulo, to znamená, že zde často bývají derby což vede k intenzivní rivalitě. Úspěšné kluby jsou: v Riu Flamengo a v São Paulu SC Corinthians Paulista a FC São Paulo. Soutěže organizuje Confederação Brasileira de Futebol (CBF). A jelikož se kluby nemohou finančně rovnat Evropským týmům hraje mimo Brazílii asi 5 000 profesionálů.

## Sdružení
Brazilská fotbalová asociace Confederação Brasileira de Futebol (zkráceně CBF) byla založena 20. srpna 1914 (podle jiných zdrojů 6. června). Jmenovala se tehdy Federação Brasileira de sport v roce 1919 se přejmenovala na Confederação Brasileira de Desportos dnešní název byl přijat v roce 1979. Do FIFA vstoupila v roce 1923.

## Počátky Brazilského fotbalu

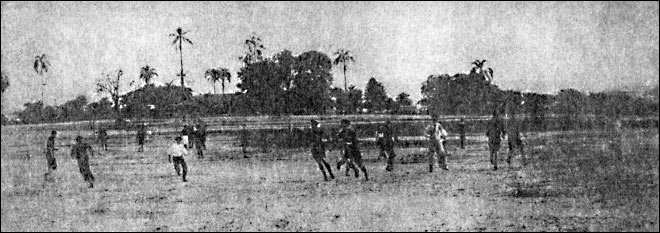
Jeden z prvních zápasů na brazilské půdě Germania - Internacional (1899)

### První kluby a ligy
Stejně jako v mnoha dalších zemích i do Brazílie připutoval fotbal z Velké Británie. Za zakladatele se považuje anglický obchodník Charles William Miller ze Southamptonu, v roce 1894 přivezl do São Paula dva kožené míče.